# Tatsuhiro Sakamoto
Tatsuhiro Sakamoto (坂元 達裕 Sakamoto Tatsuhiro?, nacido el 22 de octubre de 1996 en Tokio) es un futbolista japonés que juega como centrocampista en el Coventry City F. C. de la EFL Championship.

## Trayectoria
En 2019 se unió al Montedio Yamagata de la J2 League. Al año siguiente se marchó al Cerezo Osaka, que en enero de 2022 lo cedió al K. V. Oostende con una opción de compra que se ejecutó en mayo. Siguió una campaña más en Bélgica antes de ser traspasado al Coventry City F. C.

## Clubes
| Club                    | País       | Año       |
| ----------------------- | ---------- | --------- |
| Montedio Yamagata       | Japón      | 2019      |
| Cerezo Osaka            | Japón      | 2020-2022 |
| K. V. Oostende (cedido) | Bélgica    | 2022      |
| K. V. Oostende          | Bélgica    | 2022-2023 |
| Coventry City F. C.     | Inglaterra | 2023-     |